# Andropogon carinatus
Andropogon carinatus är en gräsart som beskrevs av Christian Gottfried Daniel Nees von Esenbeck. Andropogon carinatus ingår i släktet Andropogon och familjen gräs. Inga underarter finns listade i Catalogue of Life.